# Adolf Meier (Zeichner)

Fotoporträt in Meiers 1879 veröffentlichter Selbstbiographie

Karl Heinrich Adolf Meier (* 10. Mai 1808 in Lübeck; † 5. Juni 1896 ebenda) war ein deutscher Lehrer und Zeichner.

## Leben

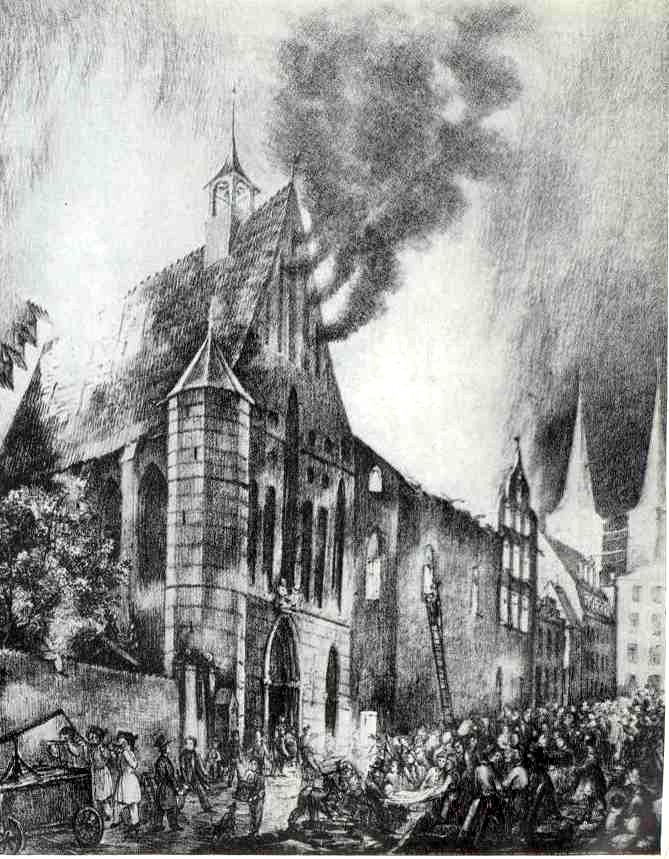
Brand des St.-Annen-Klosters, 1843

Meier war Sohn des Schulleiters Johann Heinrich Meier und Enkel des Lübecker Bürgermeisters Christian Adolph Overbeck. Während seines Studiums wurde er 1828 Mitglied der Jenaischen Burschenschaft und vermutlich 1831 im Kränzchenverein/Burschenschaft Allemannia Berlin. Als promovierter Dr. phil. leitete er  von 1854 bis 1874 die von seinem Vater gegründete private Töchterschule in Lübeck. Zuvor war er bereits als Zeichenlehrer an der Schule tätig. Als Zeichner war er ein Schüler Tischbeins. Er zeichnete vor allem Lübecker Stadtansichten und ist daher auch baugeschichtlich für das Stadtbild der Lübecker Altstadt als Welterbe von Bedeutung. Bekannt ist seine Dokumentation des Brandes des St.-Annen-Klosters 1843.
Er war ornithologisch sehr interessiert und seit 1852 Mitglied im Verein der Freunde der Naturgeschichte in Mecklenburg, zu dessen Veröffentlichungen er rege beitrug.

## Schriften
- Der Zeichenunterricht in Töchterschulen als wichtiges Bildungsmittel für die Gesamterziehung. 1836.
- Staats- und Privatschulen: Geschichte, Charakter, Vorzüge, Nachtheile, Gefahren, Vorschläge. Bock, Lübeck 1862.
- Der Haushalter der Ungerechtigkeit: (Luc. 16. V. 1-14). Schmidt, Lübeck 1883.

## Zeichnungen

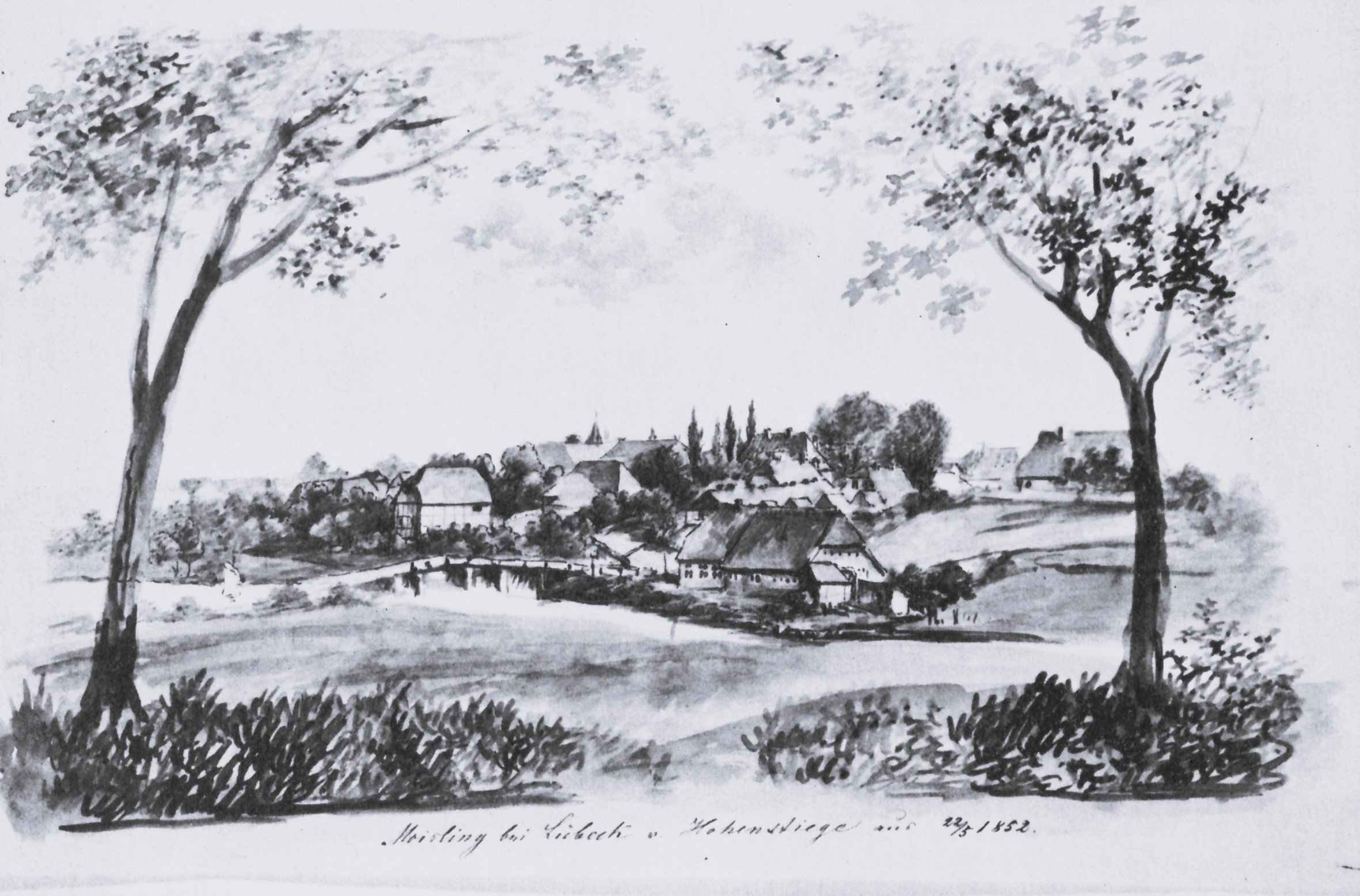
Meier: Moisling (1850)

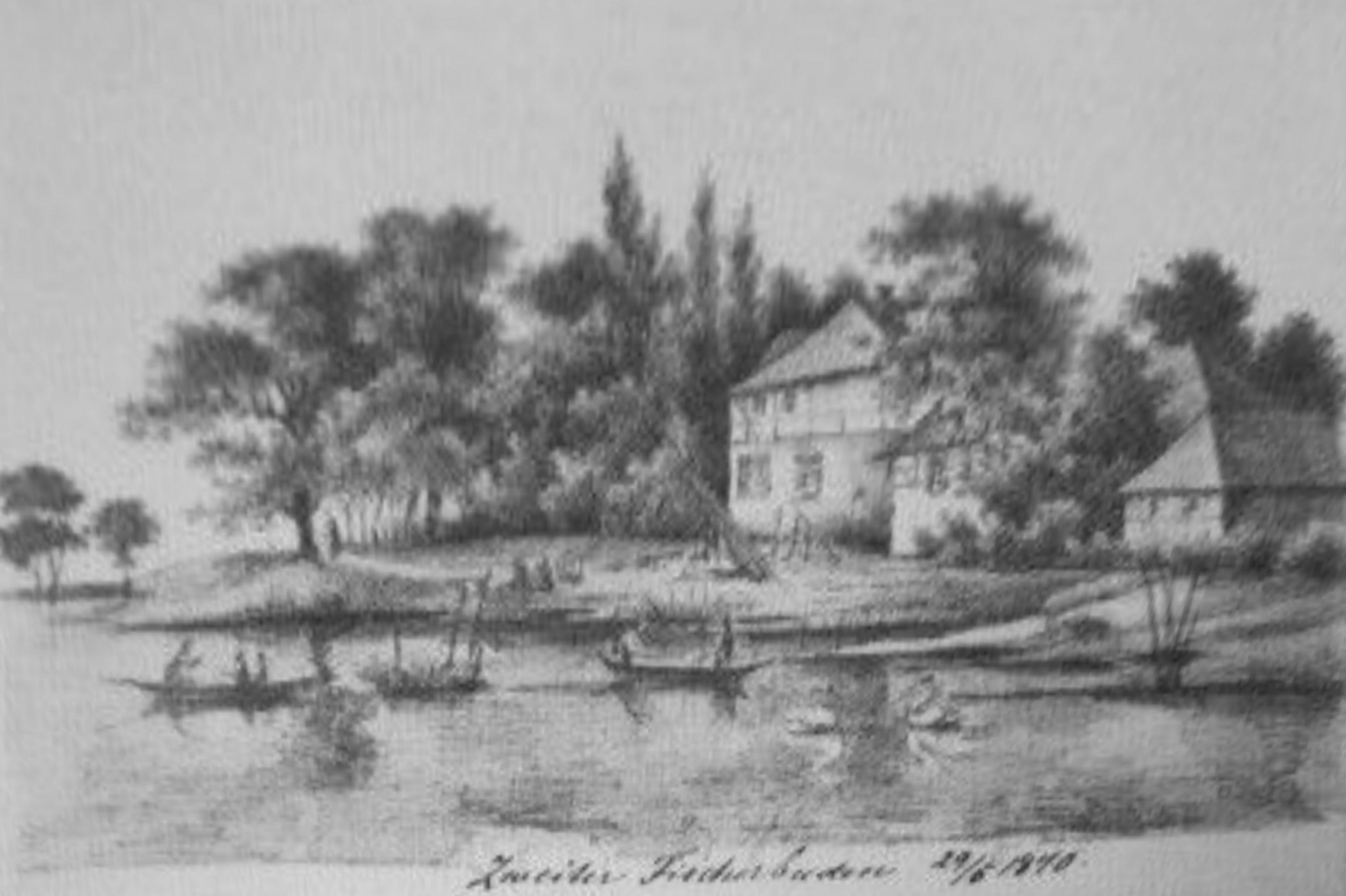
Meier: Zweiter Fischerbuden (1870)

- Das Sanct-Annen-Kloster zu Lübeck in vier lithographirten Blättern. Selbstverlag, Lübeck 1843, Druck lithographische Anstalt Hauttmann („St. Annenkloster. Ansicht vom Krähenteich 1842“, „St. Annenkirche am 19. September 1843 Abends 7 Uhr“, „Inneres der St. Annenkirche. Ansicht durch das Hauptportal am 20. September 1843“ und „St. Annenkloster. Ansicht vom Vorderhof am 20. September 1843“)
- Zweiter Fischerbuden, 1870
- Zeichnungen Harburgs aus dem Jahr 1874 im Helmsmuseum[2]